# Medicinsk thriller
Medicinsk thriller är en subkategori av thrillerböcker eller filmer där huvudpersonen är läkare eller annan personal inom sjukvården. Hjälten kämpar med att lösa ett medicinskt problem. Genren är stor i USA där författare som Robin Cook, Tess Gerritsen, Michael Crichton och Gary Braver är välkända.